# پلارگونیدین
پلارگونیدین (به انگلیسی: Pelargonidin) با فرمول شیمیایی C۱۵H۱۱O۵+ یک ترکیب شیمیایی با شناسه پاب‌کم ۴۴۰۸۳۲ است. که جرم مولی آن ۲۷۱٫۲۴ g/mol می‌باشد. 